# Muzeum Regionalne im. Dzieci Wrzesińskich we Wrześni
Muzeum Regionalne im. Dzieci Wrzesińskich we Wrześni – placówka muzealna we Wrześni, mieszcząca się w historycznym budynku Katolickiej Szkoły Ludowej, miejscu strajku dzieci wrzesińskich z 1901. 
Placówka poświęcona jest upamiętnieniu Wiosny Ludów (1848), strajku dzieci wrzesińskich (1901) oraz powstania wielkopolskiego (1918/1919). Położona jest przy ul. Dzieci Wrzesińskich 13, w zabytkowym budynku dawnej Katolickiej Szkoły Ludowej wybudowanej w 1790. W 1966 zostało założone w tym miejscu obecne muzeum. Muzeum eksponuje także zabytki archeologiczne dotyczące historii Wrześni i okolicy w pradziejach i wczesnym średniowieczu. Pokazane są również eksponaty z grodziska w pobliskim Grzybowie.